# Yigoga dilucida
Yigoga dilucida là một loài bướm đêm trong họ Noctuidae.